# Чинеево
Чинеево — село в Юргамышском районе Курганской области. Бывший административный центр Чинеевского сельсовета. Рядом с селом проходит подъездная дорога, соединяющая ряд населённых пунктов района с автомагистралью Челябинск — Курган.

## История
До 1917 года центр Чинеевской волости Курганского уезда Тобольской губернии. По данным на 1926 год состояло из 165 хозяйств. В административном отношении являлось центром Чинеевского сельсовета Юргамышского района Курганского округа Уральской области.

## Население
| 1989 | 2002 | 2010 |
| ---- | ---- | ---- |
| 504  | ↘467 | ↘365 |

По данным переписи населения 1926 года, в деревне проживало 800 человек (376 мужчин и 424 женщины). Русские составляли 99 % населения.

## Географический центр Курганской области

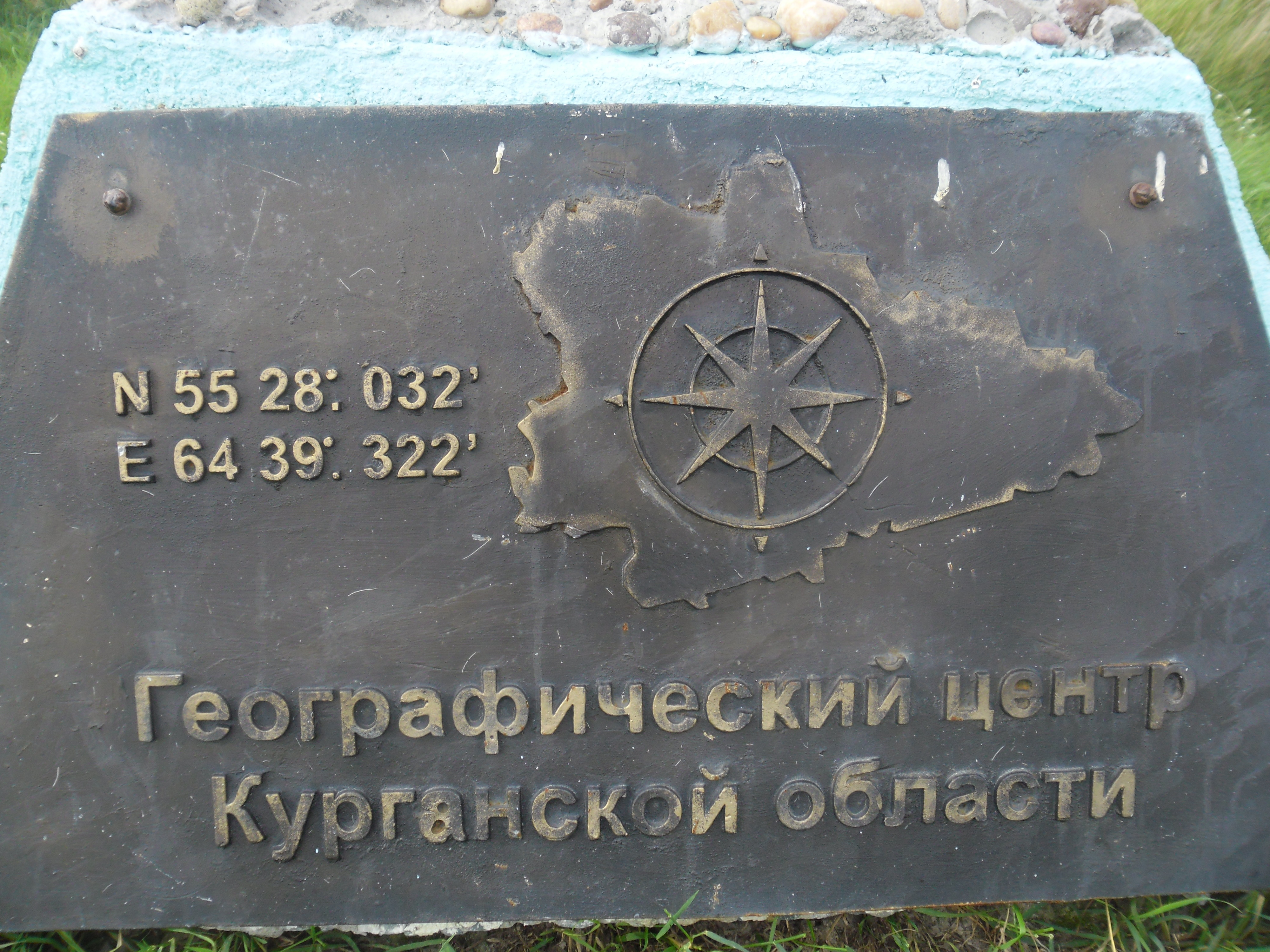
Памятный знак «Географический центр Курганской области»

Юго-восточнее Чинеева, у дороги при въезде в село, расположен памятный знак «Географический центр Курганской области». Знак был торжественно открыт 22 августа 2015 года. Некогда в этом месте сходились границы трёх губерний России: Пермской, Оренбургской и Тобольской.
Мысль о создании сооружения принадлежит членам Курганского областного отделения Русского географического общества. Установка памятника приурочена к 170-летию Русского географического общества. Сооружение представляет собой металлический столб высотой в 6¼ метра, увенчанный гербом Курганской области. В основании памятного знака расположена плита с рельефным изображением розы ветров поверх схемы Курганской области. Снизу от изображения области расположена рельефная подпись памятника, а слева — координаты места.